# William Horberg
William Horberg est un producteur et blogueur américain. Il a notamment travaillé sur des adaptations de romans de Anthony Minghella telles Le Talentueux Mr. Ripley et Retour à Cold Mountain. Il a également produit la série télévisée Fallen Angels de 1993 à 1995.

## Biographie
Horberg naît à Chicago. Il y est le propriétaire et gère le Sandburg Movie Theatre de 1979 à 1981.
Il fonde la compagnie FutureVision, Inc. et devient producteur. Il travaille d'abord sur Cheap Trick: Live At ChicagoFest, puis est producteur associé pour Le Flic de Miami (Miami Blues) de George Armitage et producteur exécutif de Rage in Harlem.
En 1993, Horberg travaille pour Mirage, compagnie de Sydney Pollack et produit des films tels Retour à Cold Mountain, Le Talentueux Mr. Ripley, Un Américain bien tranquille, Heaven et À la recherche de Bobby Fischer.
À cette époque, il travaille également sur le succès critique Fallen Angels, mettant en vedette Tom Hanks, Tom Cruise, Steven Soderbergh et Alfonso Cuarón. Il produit également le téléfilm Embrouille à Poodle Springs (Poodle Springs) de Bob Rafelson, tiré d'un roman inachevé de Raymond Chandler et terminé par Robert B. Parker.
En 2005, Horberg devient le président de production (President of Production) à Sidney Kimmel Entertainment (en) et est producteur ou producteur exécutif de Talk To Me, Joyeuses Funérailles, Married Life, Une fiancée pas comme les autres, Synecdoche, New York, Les Cerfs-volants de Kaboul et Milk.
Plus récemment, il a fondé la compagnie Wonderful Films, qui a co-produit Panique aux funérailles et Don't Be Afraid of the Dark.

## Vie personnelle
Horberg vit à Los Angeles avec sa femme Elsa Mora et leurs enfants.